# Bíbor színek

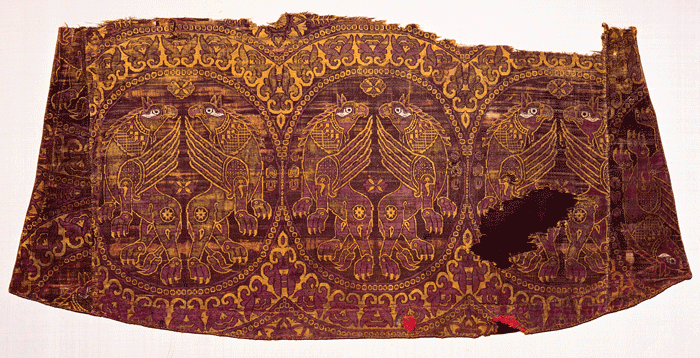
bizánci palást a XI. századból, bíborcsiga házából nyert Tíruszi bíbor festéssel, griff mintás díszítéssel

A bíbor színek vonala a spektrális színpálya két végpontját összekötő egyenes vonal. Ezt az ábrán a 380 és a 700 nm felirat jelzi. A hivatalos CIE táblázatok 830 nm-ig tartanak, de szemünk nem képes színkülönbséget észlelni a 700 nm és a 830 nm között.

A bíbor színek a kék és a vörös közé esnek. Hivatalos meghatározás szerint „olyan színinger, amelynek színinger-koordinátákkal meghatározott színpontja a színinger-diagramban a következő csúcsokkal meghatározott háromszögben fekszik:
- csúcs a választott akromatikus színinger színpontja
- csúcs a látható tartomány rövidhullámú szélén (kb. 380 nm-nél) lévő spektrum színingerek színpontja
- csúcs a látható tartomány hosszúhullámú szélén (kb. 780 nm-nél) lévő spektrum”

Az akromatikus színinger adatait a megvilágítás határozza meg. Egyéb hivatkozás hiányában a D65-ös szabványos fényforrás adatait tekintjük akromatikus színingernek.
Minthogy a bíbor színekhez nem rendelhető hullámhossz, úgy azonosítjuk ezeket, hogy negatív előjellel megadjuk a komplementer szín hullámhosszát.

## Általános tulajdonságai

sRGB színtér.
Alul látható a számítógépen és a televíziós készüléken megjeleníthető bíbor színek határa
vörös: x=0,64, y=0,33
kék: x=0,144, y=0,056
Ennél telítettebb színek léteznek, de a közismert RGB rendszer nem képes leírni

A bíbor színt egyedi színként a zöld alapszíninger komplementerének tekintjük. Ennek angol megfelelője a purple. A nyomdászat vonatkozásában a szubtraktív színingerkeverés egyik alapszíningere. Ennek angol megfelelője a magenta.
A bíbor színek alapvetően jellemezhetőek azzal, hogy nincsen olyan sugárzó, amely bíbor színű monokromatikus sugárzást bocsátana ki (emisszió). Ugyanakkor akár elnyelés (abszorpció), visszaverődés (reflexió) vagy áthaladás (transzmisszió) már értelmezhető a bíbor színekre. Ennek következtében értelmezhetőek a bíbor színingerek, és azokat az emberi érzékszervek észlelni képesek. A bíbor az emberi színészlelet szempontjából az önálló színészleletek egyike. A Nemzetközi Világítástechnikai Szótár ezt egy esetben említi is. Az IEC változatában:
»Észlelt szín színes vagy akromatikus észleletek bármely kombinációja lehet. Ez a tulajdonság leírható akár a színészlelet nevével, mint például sárga, narancs, barna, piros, rózsaszín, zöld, kék, bíbor, vagy más egyéb jellemzőjével (sötét, világos, fakó, stb)«.
A Szótár hivatalos verziója nem tartalmazza a színészleletek nevét, csupán a sugárzás spektrális eloszlására utal.
Mindkét megfogalmazás utal arra, hogy a színészlelet eredménye függ a környezeti feltételektől, a színinger észlelő tulajdonságától és az aktuálisan alkalmazott színinger megfeleltető rendszertől.

## A bíbor színek spektrális vonatkozása
A Nemzetközi Világítástechnikai Szótár szerint: »Olyan színinger, amely a színességi diagramnak a 380 és 780 nm közé eső részének két végpontja közé esik; megjegyezve, hogy nincs olyan bíbor színinger, amely a spektrum része volna.« 
Elvileg tehát additív színinger keveréssel bármely bíbor színinger kikeverhető a spektrum két végpontjához tartozó monokromatikus sugárzó fényének keverésével úgy, hogy az eredményt a súlyozott számtani középarányos segítségével határozzuk meg. Ha e két színingert egyenlő arányban alkalmazzuk, akkor épp a bíbor színek vonalának közepéhez tartozó színingert kapjuk eredményül.
A számítási példában xp és yp a piros színinger színességi koordinátái (k a kék és b a bíbor hasonlóképpen):
{\displaystyle x_{b}={\frac {x_{p}+x_{k}}{2}}={\frac {0,7142+0,1664}{2}}=0,4403}
{\displaystyle y_{b}={\frac {y_{p}+y_{k}}{2}}={\frac {0,2859+0,0183}{2}}=0,1521}
Az eredményül kapott szín a bíbor vonal felezőpontjában található, -508 nm hullámhosszal jellemezhető, a COLOROID szerint A40,8, Munsell szerint 3,3RP, kb megfelel a primula színének, vagy az indiai bíbornak. Ez a szín tehát az 508 nm hullámhosszúságú platinazöld komplementere.

### A bíbor színek vonalának végpontjai
Az sRGB rendszer végpontjai: 465 nm kék és 610 nm piros.
A következő példák a CIE 1931 rendszerre vonatkoznak.
A kék színek tartományába eső végpont:
380 nm, xk=0,16638, yk=0,0183
A piros színek tartományának végpontja:
830 nm, xp=0,71417, yp=0,28583
A D65 szabványos fényforrás (a színháromszög közepe):
x0=0,32902, y0=0,31271
A színháromszög kék végpontjának iránya 241°. {\displaystyle \varphi _{k}=\arctan {\frac {y_{0}-y_{k}}{x_{0}-x_{k}}}=\arctan {\frac {0,31271-0,0183}{0,32902-0,16638}}=241\ \mathrm {fok} }
Ennek komplementere 241°-180°=61°. Ez az irány a színháromszögben az 571 nm-es zöldessárga szín iránya.
A színháromszög piros végpontjának iránya -4°. {\displaystyle \varphi _{p}=\arctan {\frac {y_{0}-y_{p}}{x_{0}-x_{p}}}=\arctan {\frac {0,31271-0,28583}{0,32902-0,71417}}=-4\ \mathrm {fok} =356\ \mathrm {fok} }
Ennek komplementere -4°+180°=176°. Ez az irány a színháromszögben a 489 nm-es kékeszöld szín iránya.

### Telítettségi tisztaság

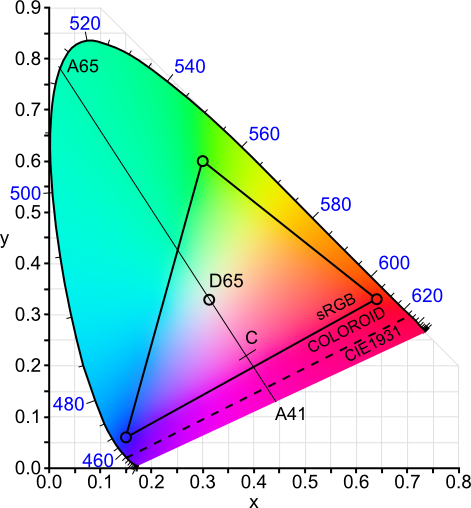
Az ametiszt színe a színháromszögben (C betű jelzi)
Fekete háromszög: az sRGB tartomány
Szaggatott vonal: a bíbor színek határa a COLOROID rendszerben
A 41 az ametisztet jellemző maximálisan telített szín
A 65 az ametiszt komplementer színe (COLOROID)

A hétköznapi életben csak színtelítettségnek nevezzük. Hivatalosan Excitation purity, telítettségi tisztaság, illetve telítettségi tényező. A Világítástechnikai szótár önálló szócikkel említi a bíbor színek tisztaságát. Ennek értelmében
Bíbor színingerek esetében a monokromatikus színingert helyettesíteni kell egy olyan színingerrel, amelynek színességét egy, a bíborvonalon fekvő pont határoz meg. (MSZ 9620-3; 845-03-46)
A jobboldalt fent látható ábra példaképpen az ametiszt színét jeleníti meg (C pont). Ennek telítettségi tisztasága kb. 0,43. Ennek magyarázata, hogy színét nem egy tiszta spektrális szín okozza, hanem a szilícium-dioxid kristályban található vasoxidok elnyelési maximumai 500...545 nm környékén (az ábrán ezek a komplementer szín, A65 környékén láthatóak)
{\displaystyle p_{e}={\frac {y-y_{n}}{y_{d}-y_{n}}}={\frac {0,243-0,329}{0,129-0,329}}=0,43},
ahol az aktuális szín x, vagy y színességi koordinátáiból is számíthatunk, jelenleg
y az aktuális szín (ametiszt)
yn a megvilágítás y értéke (jelenleg a D65)
yd a domináns színinger y értéke (a D65-öt a C ponton keresztül húzott egyenes metszéspontja a bíbor színek vonalával, az A41 felirat jelzi)

### Bíbor színek a COLOROID rendszerben
A COLOROID színszámot A betű jelzi. H a hozzá legközelebb eső Munsell Hue jele
(R red: vörös; RP Red-Purple: vörös-bíbor; P Purple: bíbor, PB Puprlpe-Blue: bíbor-kék).. A Munsell adatok a Wallkill Color szolgáltatótól
| A  | H     | hullámhossz | x       | y       | Y      | L*     | a*     | b*      | hex    | R    | G | B     | C    | M   | Y    | K    | H   | S   | V   |
| -- | ----- | ----------- | ------- | ------- | ------ | ------ | ------ | ------- | ------ | ---- | - | ----- | ---- | --- | ---- | ---- | --- | --- | --- |
| 32 | 7R    | -491        | 0,70061 | 0,2993  | 32,1   | 63,42  | 119,98 | 128,022 | FF0000 | 255  | 0 | 0     | 0    | 100 | 100  | 0    | 332 | 100 | 100 |
| 33 | 3,4R  | -493        | 0,63925 | 0,26753 | 30,41  | 62,005 | 120,95 | 42,5    | FF0055 | 255  | 0 | 84    | 0    | 100 | 74,5 | 0    | 320 | 100 | 100 |
| 34 | 9RP   | -495        | 0,55962 | 0,22631 | 27,88  | 59,78  | 122,62 | 5,98    | FF008C | 255  | 0 | 140   | 0    | 100 | 56,3 | 0    | 314 | 100 | 100 |
| 35 | 6,3RP | -499        | 0,5034  | 0,19721 | 25,83  | 57,88  | 124,2  | -14,92  | FF00A9 | 255  | 0 | 169   | 0    | 100 | 45   | 0    | 311 | 100 | 100 |
| 40 | 4,3RP | -504        | 0,46041 | 0,17495 | 24,08  | 56,17  | 125,75 | -30,06  | FF00BE | 255  | 0 | 190   | 0    | 100 | 36,3 | 0    | 309 | 100 | 100 |
| 41 | 3RP   | -512        | 0,42386 | 0,15603 | 22,45  | 54,5   | 127,37 | -42,81  | FF00CF | 255  | 0 | 207,4 | 0    | 100 | 28,2 | 0    | 306 | 100 | 100 |
| 42 | 1,7RP | -524        | 0,38991 | 0,13846 | 20,79  | 52,72  | 129,23 | -54,79  | FF00DF | 255  | 0 | 223   | 0    | 100 | 20   | 0    | 304 | 100 | 100 |
| 43 | 10P   | -539        | 0,35586 | 0,12083 | 18,97  | 50,66  | 131,56 | -67,16  | FF00EF | 255  | 0 | 238,8 | 0    | 100 | 10,5 | 0    | 302 | 100 | 100 |
| 44 | 2P    | -549        | 0,32195 | 0,10328 | 16,99  | 77,84  | 40,53  | -41,18  | FD00FE | 253  | 0 | 254   | 0,5  | 100 | 0    | 0,34 | 300 | 100 | 100 |
| 45 | 0,3P  | -556        | 0,28657 | 0,08496 | 14,72  | 45,24  | 138,67 | -94,39  | E200FF | 226  | 0 | 255   | 13,6 | 100 | 0    | 0    | 297 | 100 | 100 |
| 46 | 10PB  | -564        | 0,22202 | 0,05155 | 9,8764 | 37,62  | 151,34 | -124,6  | A600FF | 166  | 0 | 255   | 37,2 | 100 | 0    | 0    | 291 | 100 | 100 |
| 50 | 9PB   | -569        | 0,15664 | 0,01771 | 3,8    | 22,99  | 185,48 | -167,98 | 5200FF | 82,4 | 0 | 255   | 68,9 | 100 | 0    | 0    | 282 | 100 | 100 |

A COLOROID színharmóniákra épülő rendszer, ezért a színezet-csoportok megnevezése ehhez illeszkedik. Így A30-A35 között vörös színeknek, A40-A46 között ibolya színeknek nevezik.
Csak összehasonlítás céljából: néhány viszonylag telített színezet neve a COLOROID rendszerben, hasonlóak a fenti táblázat adataihoz.
| színszám | név           |
| -------- | ------------- |
| A 32     | bordói vörös  |
| A33      | kárminvörös   |
| A34      | skarlátvörös  |
| A35      | ciklámenvörös |
| A40      | indiai bíbor  |
| A41      | ametiszt      |
| A42      | püspöklila    |
| A43      | bogáncslila   |
| A44      | ibolya        |
| A45      | íriszviola    |
| A46      | kékesviola    |
| A50      | királykék     |

### Bíbor színek a RAL színminta atlaszban
A RAL Classic rendszerezésében 4001-től 4012-ig találhatóak a bíbor színek. A sorszámok nem adnak információt a világossági és a telítettségi adatokról, de nagyjából a vöröstől a kék felé rendezték őket sorba. Az eltérő színinger mérő rendszerek közötti összehasonlítás csak tájékoztató jellegű. A fentiekhez hozzáadott adatok az EasyRGB forrásból származnak
| RAL  | H     | hullámhossz | x      | y      | Y     | L*    | a*    | b*     | hex    | R   | G   | B   | C  | M  | Y  | K  | H   | S  | V  |
| ---- | ----- | ----------- | ------ | ------ | ----- | ----- | ----- | ------ | ------ | --- | --- | --- | -- | -- | -- | -- | --- | -- | -- |
| 4001 | 7,5P  | -569        | 0,3023 | 0,2565 | 12,44 | 49,1  | 17,35 | -12,85 | 886B8B | 117 | 90  | 119 | 2  | 24 | 0  | 53 | 295 | 23 | 54 |
| 4002 | 0,3R  | -493        | 0,4093 | 0,2967 | 12,44 | 41,91 | 30,05 | 5,67   | 934E5B | 145 | 79  | 91  | 0  | 45 | 37 | 43 | 349 | 47 | 58 |
| 4003 | 4,5RP | -503        | 0,3765 | 0,266  | 24,73 | 56,81 | 40,89 | -5,53  | C66B93 | 196 | 106 | 145 | 0  | 45 | 26 | 23 | 334 | 46 | 78 |
| 4004 | 7,8RP | -498        | 0,3871 | 0,2813 | 7,18  | 32,22 | 24,83 | 0,06   | 703C4C | 111 | 62  | 77  | 0  | 44 | 30 | 56 | 341 | 46 | 44 |
| 4005 | 1,5P  | 467         | 0,2737 | 0,2389 | 19,2  | 50,92 | 15,38 | -23,06 | 8072A1 | 127 | 113 | 159 | 20 | 28 | 0  | 37 | 258 | 29 | 63 |
| 4006 | 2RP   | -535        | 0,3525 | 0,2322 | 12,75 | 42,38 | 39,48 | -14,94 | 96497D | 149 | 74  | 124 | 0  | 50 | 16 | 41 | 319 | 52 | 59 |
| 4007 | 2,1RP | -553        | 0,3291 | 0,2769 | 6,26  | 30,05 | 13,16 | -5,1   | 58404F | 88  | 65  | 79  | 0  | 26 | 10 | 65 | 322 | 27 | 34 |
| 4008 | 8,4P  | -561        | 0,3147 | 0,2341 | 14,41 | 44,82 | 29,08 | -18,58 | 8B5989 | 138 | 98  | 136 | 0  | 28 | 2  | 45 | 302 | 36 | 55 |
| 4009 | 2,6RP | -570        | 0,3225 | 0,2997 | 28,78 | 60,59 | 10,38 | -2,88  | A28C97 | 160 | 138 | 149 | 0  | 13 | 7  | 37 | 330 | 14 | 64 |
| 4010 | 5,5RP | -500        | 0,4046 | 0,257  | 18,75 | 50,39 | 48,95 | -4,24  | C05281 | 190 | 82  | 127 | 0  | 56 | 33 | 25 | 334 | 57 | 75 |
| 4011 | 4P    | 450         | 0,286  | 0,2391 | 16,73 | 47,92 | 18,89 | -20,83 | 816895 | 127 | 103 | 147 | 14 | 30 | 0  | 42 | 273 | 30 | 58 |
| 4012 | 1,1P  | 475         | 0,2885 | 0,2715 | 15,51 | 46,33 | 7,27  | -11,94 | 716B82 | 111 | 106 | 128 | 13 | 17 | 0  | 49 | 255 | 18 | 51 |

Látható, hogy a 4005, 4011 és 4012 csak nevében bíbor, spektrális fény hullámhosszával tudjuk azonosítani.
A RAL Design már modernebb változatú. Ennek logikája szerint meghatározzák a CIELAB színezeti szöget a színkörben. Ezért a bíbor színek azonosítószáma 300-tól 360-ig terjed (a színkör vége). Példa: RAL 340 90 05. A számok jelentése sorrendben: Farbton (színezet), Helligkeit (világosság) és Sättigung (telítettség). Ez tehát igen világos, kis telítettségű bíbor szín, nagyjából rózsaszín.

## A rodopszín színe
A rodopszin (pálcika opszin) a pálcikákon található fényérzékeny fehérje, amelynek a sötéthez alkalmazkodott (szkotopikus) látásnál van szerepe. Érzékenységi maximuma 500 nm körül található. Színe bíbor, mert a spektrum közepét, a zöld fényt nyeli el, és a kék és vörös fényt visszaveri.

## Lásd még
Bíbor szín
Bíbor (heraldika)
Tüskés bíborcsiga
Bíbortetű